# Leone Caloteto
Leone Caloteto (in greco Λέων Καλόθετος?, Léon Kalóthetos; fl.1315 – 1363) era un governatore provinciale dell'Impero bizantino.
Caloteto era originario di Chio, dove viene menzionato per la prima volta nel 1315. All'epoca, l'isola era un possedimento della famiglia genovese degli Zaccaria, che la deteneva de iure come feudo dell'imperatore bizantino, ma praticamente come dominio indipendente. Nel 1328, Caloteto fuggì dall'isola e si unì all'imperatore Andronico III Paleologo a Didymoteicho. Insieme progettarono il recupero di Chio da parte dei Bizantini. Aiutata da una rivolta della popolazione locale e dal tradimento di Benedetto II Zaccaria, fratello del sovrano dell'isola Martino Zaccaria, una flotta bizantina riconquistò l'isola nel 1329. Martino Zaccaria fu catturato e Caloteto fu insediato come nuovo governatore dell'isola.
Caloteto era un vecchio amico di Giovanni VI Cantacuzeno, il più intimo amico e principale consigliere di Andronico III. Di conseguenza, quando scoppiò la guerra civile tra Cantacuzeno e la reggenza di Giovanni V Paleologo, fu licenziato per ordine di Alessio Apocauco e sostituito con Caloiane Civo. Fuggito per unirsi a Cantacuzeno, è attestato nel 1345 con il grado di protosebastos, come inviato del mega stratopedarchēs Giovanni Vatatze. Ricompare nel 1349, quando è garante di un trattato con la Repubblica di Venezia a Costantinopoli. Dal 1348 al 1363 è nominato governatore della Vecchia Focea. Nel 1357 fu coinvolto nella vicenda del principe ottomano Halil, catturato dai pirati greci e tenuto prigionia a Focea. Caloteto rifiutò le richieste dell'imperatore Giovanni V di liberare Halil, fino a quando non ricevette in cambio 100000 Hyperpyron. In questo periodo, Caloteto ricopriva il grado di panhypersebastos.